# ホイップル彗星
ホイップル彗星(英語: 36P/Whipple)は、1933年10月15日にアメリカ合衆国のフレッド・ホイップルが発見した太陽系の周期彗星である。ヒルダ群に近い軌道を取る準ヒルダ群彗星の一つである。核は直径4.56kmと推定されている。
木星に頻繁に接近するため軌道及び公転周期が変化しやすく、2040年10月16日には木星には0.6773 auまで接近して近日点が3.02 auから3.79 auになり、それと共に公転周期も8.39年から9.83年になると予想されている。